# Khoa học tính toán
Khoa học tính toán, còn được gọi là tính toán khoa học hoặc tính toán khoa học, là một lĩnh vực đa ngành đang phát triển nhanh chóng, sử dụng các khả năng tính toán tiên tiến để hiểu và giải quyết các vấn đề phức tạp. Khoa học tính toán là một lĩnh vực khoa học bao gồm nhiều lĩnh vực, nhưng cốt lõi của nó là phát triển các mô hình và mô phỏng nhằm mục đích hiểu các hệ thống tự nhiên.
- Thuật toán (số và không số): mô hình toán học, mô hình tính toán và mô phỏng máy tính được phát triển để giải quyết các vấn đề khoa học (ví dụ: sinh học, vật lý và xã hội), kỹ thuật và nhân văn
- Khoa học máy tính và thông tin phát triển và tối ưu hóa các thành phần phần cứng, phần mềm, mạng và quản lý dữ liệu tiên tiến cần thiết để giải quyết các vấn đề đòi hỏi tính toán
- Cơ sở hạ tầng điện toán hỗ trợ cả giải quyết vấn đề khoa học và kỹ thuật và máy tính phát triển và khoa học thông tin

Trong sử dụng thực tế, nó thường là ứng dụng mô phỏng máy tính và các hình thức tính toán khác từ phân tích số và khoa học máy tính để giải quyết các vấn đề trong các ngành khoa học khác nhau. Lĩnh vực này khác với lý thuyết và thí nghiệm trong phòng thí nghiệm là các hình thức khoa học và kỹ thuật truyền thống. Phương pháp tính toán khoa học là để đạt được sự hiểu biết, chủ yếu thông qua việc phân tích các mô hình toán học được thực hiện trên máy tính. Các nhà khoa học và kỹ sư phát triển các chương trình máy tính, phần mềm ứng dụng, hệ thống mô hình đó đang được nghiên cứu và chạy các chương trình này với nhiều bộ thông số đầu vào khác nhau. Bản chất của khoa học tính toán là việc áp dụng các thuật toán số  và/hoặc toán học tính toán. Trong một số trường hợp, các mô hình này yêu cầu số lượng tính toán khổng lồ (thường là dấu phẩy động) và thường được thực hiện trên siêu máy tính hoặc nền tảng điện toán phân tán. Trên thực tế, khoa học liên quan đến Mô hình hóa và mô phỏng máy tính của bất kỳ đối tượng và hiện tượng vật lý nào bằng ngôn ngữ lập trình và phần mềm và phần cứng cao được gọi là Mô phỏng máy tính.